# Meg Johnson (poetessa)
Meg Johnson (Ames, ...) è una poetessa statunitense.

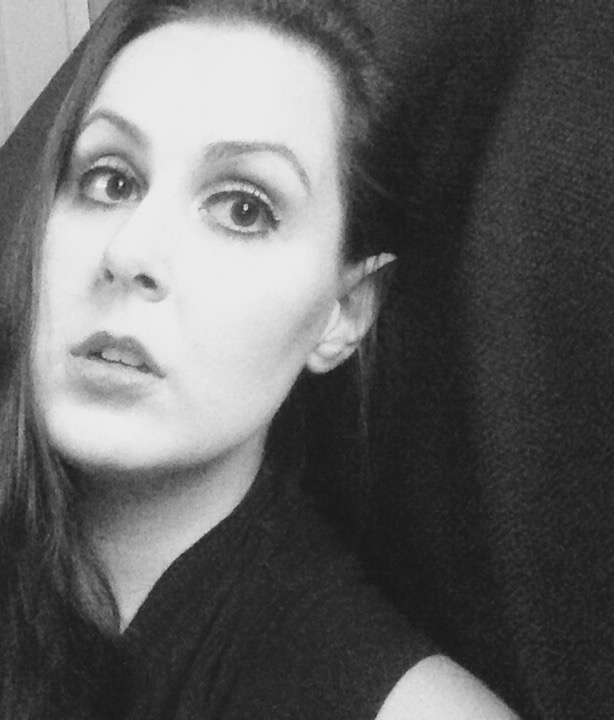
Meg Johnson (2015).

Le sue poesie sono apparse in numerose riviste letterarie, come Midwestern Gothic, Slipstream Magazine, Word Riot, Hobart, e molte altre. La sua prima raccolta di poesie, Inappropriate Sleepover, è stata pubblicata nel 2014, e nel dicembre del 2015 è stata pubblicata la seconda raccolta,The Crimes of Clara Turlington:

## Biografia
Meg Johnson è nata e cresciuta ad Ames, nello stato dell'Iowa. Ha iniziato a comporre poesie sin dagli anni del liceo. Ha studiato danza al Columbia College di Chicago e poi all'Università dell'Iowa. Johnson ha lasciato il college per intraprendere una carriera di ballerina professionista: è divenuta prima ballerina al Kanopy Dance Company, presso l'Overture Center for the Arts, a Madison nel Wisconsin. Durante i suoi sei anni a Kanopy, Johnson è ritornata a scuola, frequentando il Madison College e poi l'Edgewood College. E qui ha iniziato a studiare scrittura. Si è successivamente iscritta all'Università di Akron, dove ha conseguito il master in arti figurative (NEOMFA) in scrittura creativa nel 2014.

## Carriera
Johnson ha iniziato a contattare riviste letterarie per la pubblicazione delle sue poesie nel 2009 e ha pubblicato la sua prima poesia nello stesso anno, in un'edizione dello Slipstream Magazine. Successivamente le sue poesie sono state pubblicate anche da Asinine Poetry, il Pacific Coast Journal, e l'Edgewood Review.
Nel 2011 ha iniziato a lavorare come assistente presso l'Università di Akron. Le poesie composte nel 2012 sono apparse su riviste come Midwestern Gothic, SOFTBLOW, il Rufous City Review, Wicked Alice, Smoking Glue Gun, e molte altre.
La sua tesi per il master in arti figurative è stata scelta dal National Poetry Review Press nel 2013. Questa raccolta di poesie, dal titolo Inappropriate Sleepover, è stata poi pubblicata l'anno seguente. Nel 2014 Johnson è diventata una lettorata in inglese all'Università di Iowa State. Il suo secondo libro, intitolato The Crimes of Clara Turlington, è stato pubblicato nel 2015 da Vine Leaves Literary Journal.

## Stile
Johnson predilige la scrittura di versi liberi, su argomenti generalmente riguardanti la femminilità e la mercificazione delle donne. Le sue poesie sono il frutto di una critica alle norme culturali americane e alle aspettative sociali delle donne, e sono state definite irriverenti e vulnerabili. Spesso cita nelle sue opere icone pop come Marilyn Monroe, Betty Boop, ma anche Justin Bieber e Victoria's Secret. Ha dichiarato di trarre ispirazione dai poeti Gurlesque come Chelsey Minnis e Mary Biddinger.

## Premi e riconoscimenti
Johnson ha ricevuto nel 2015 il Vignette Collection Award dal Vine Leaves Literary Journal per il suo libro The Crimes of Clara Turlington. Il suo libro Inappropriate Sleepover, è stato nominato per il premio National Poetry Review Press's Rousseau per la letteratura. La poesia Free Samples è stata nominata per il Best of the Net nel 2010.

## Opere
- Inappropriate Sleepover (2014, National Poetry Review Press)
- The Crimes of Clara Turlington (2015, Vine Leaves Literary Journal)